# Rzepin Drugi
Rzepin Drugi – wieś w Polsce, położona w województwie świętokrzyskim, w powiecie starachowickim, w gminie Pawłów.
Do 1954 roku istniała gmina Rzepin. W latach 1975–1998 miejscowość położona była w województwie kieleckim.
Wieś jest siedzibą rzymskokatolickiej parafii Chrystusa Odkupiciela.